# Giovanni V di Grado
Giovanni V (fl. IX secolo) è stato un vescovo e patriarca italiano della repubblica di Venezia, patriarca di Grado dall'820 all'825.

## Vita
Già abate benedettino dell'isola di San Servolo nella laguna di Venezia, nell'820, dopo la fuga del patriarca Fortunato,  deposto con l'accusa di cospirazione, venne nominato alla diocesi di Grado, per volontà del doge di Venezia Angelo Partecipazio. Il patriarcato di Giovanni fu però breve. Appena nell'825 ricevette, infatti, dal Doge l'autorizzazione a ritornare alla vita monastica, all'incirca nell'epoca in cui i Parteciaci avviavano la costruzione della nuova abbazia di Sant'Ilario, per trasferirvi i Benedettini di San Servolo e in cui veniva nell'827 sepolto lo stesso doge Angelo.